# Мита, Рёичи
Рёичи Мита (яп. 三田了一; также известный как Умар Мита, 19 декабря 1892, Ямагути — 29 мая 1983) — японский исламский учёный, известен, что первым из японских мусульман перевёл Коран на японский язык.

## Биография
В возрасте 24 лет Мита переехал в Китай и прожил там почти 30 лет (в 1921 году он ненадолго вернулся в Японию, но вернулся обратно в Китай в следующем году и нашёл первую работу в железнодорожной отрасли). За свою долгую жизнь в Китае он увидел ислам воочию и заинтересовался им, став выдающимся консультантом сил Японии по вопросам, связанным с исламом, после того как его наняли в качестве пропагандиста, хотя официально он принял ислам только в 1941 году. Известно, что в течение этого периода Мита встречался и вёл тесные дискуссии с Сюмэем Окавой, другим переводчиком Корана и паназиатом. Мита занимался шпионской работой для Императорской армии Японии и писал о необходимости пропаганды среди мусульман в Китае, чтобы получить их поддержку против ханьских китайских войск.
После окончания Второй мировой войны Мита сосредоточил свои усилия исключительно на исламе. В 1952 году он присоединился к недавно основанной Ассоциации мусульман Японии (яп. 日本ムスリム協会), а после смерти Садыка Имаидзуми став её лидером с 1960 по 1962 год. В 1958 году он совершил хадж. После чего Мита уехал в Пакистан и Саудовскую Аравию, чтобы выучить арабский язык и перевести Коран на свой родной язык, задачу, которую он завершит десятилетие спустя. В 1968 году, в возрасте 76 лет, он завершил перевод Корана, представил его Всемирной исламской лиге в 1970 году и опубликовал в 1972 году. Его перевод избегал терминов с буддийскими коннотациями в пользу простых местных фраз и иногда терминов с христианским прецедентом.

## Опубликованные работы
- Ради постижения Ислама (яп. イスラム 理解 の 為に)
- Истории сахабов (яп. サハバ 物語)
- Введение в ислам (яп. イスラム入門)